# Plaza de Mayo

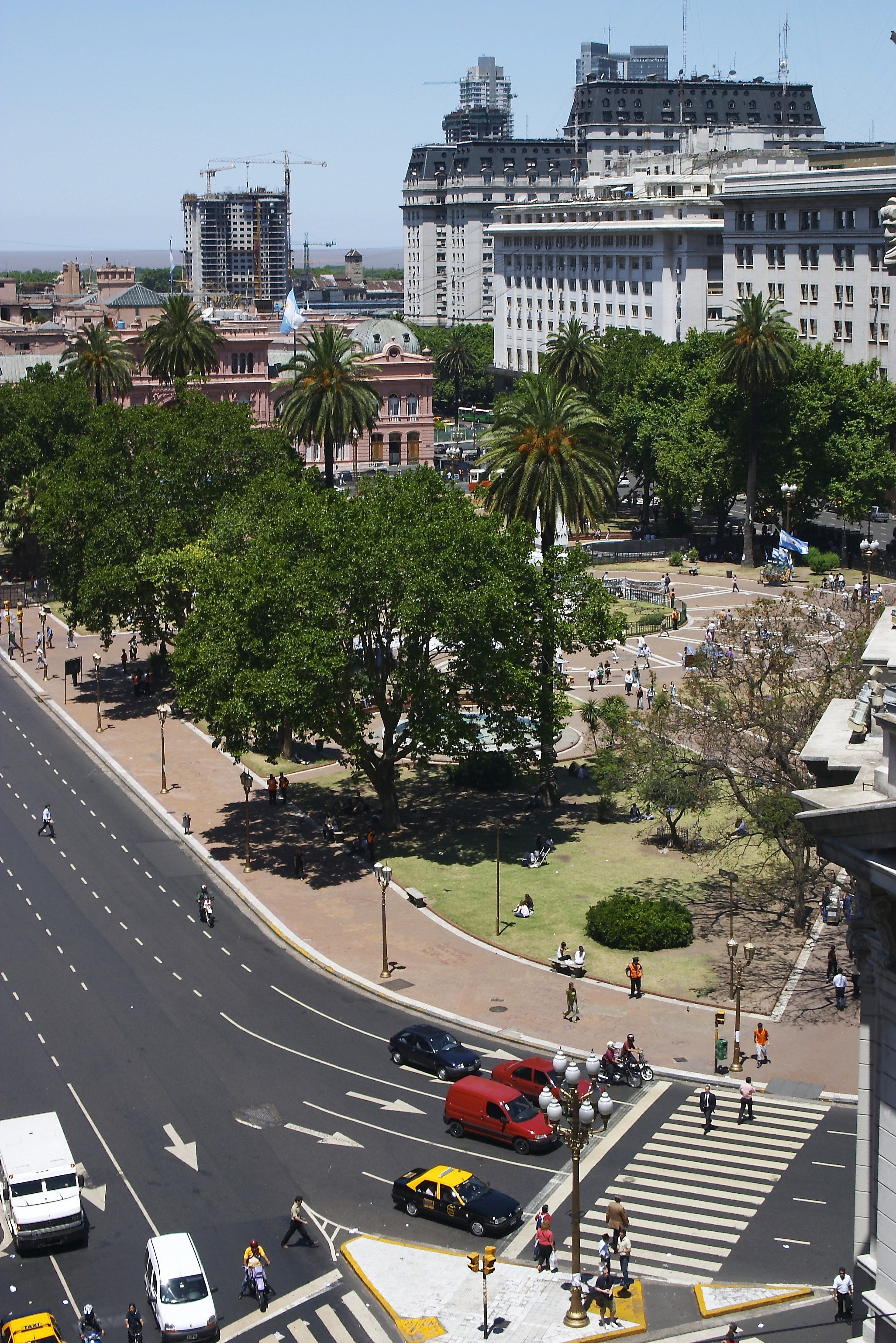
Zicht op Plaza de Mayo

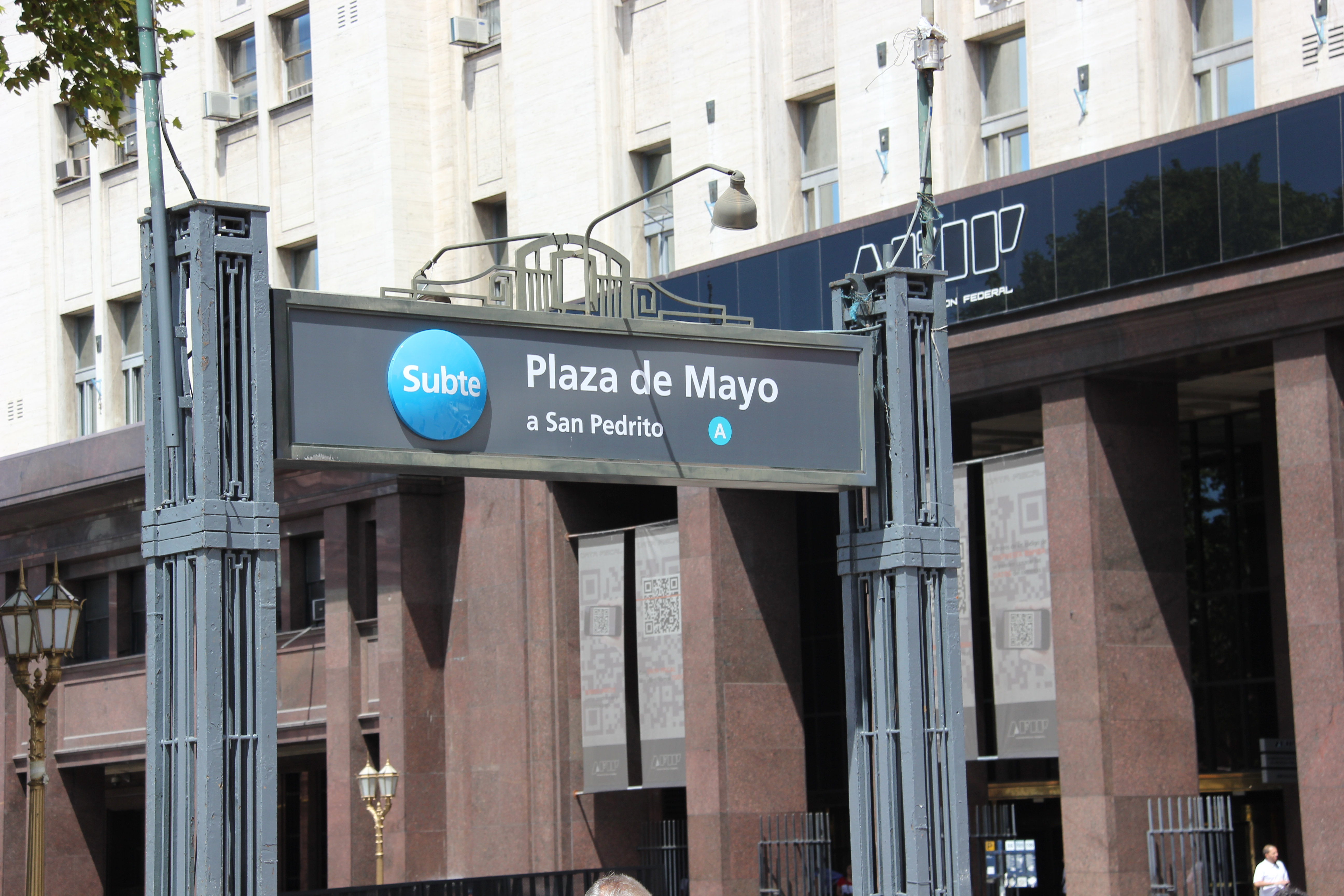
Metro-ingang op Plaza de Mayo

Plaza de Mayo (Meiplein) is een bekend plein in de Argentijnse hoofdstad Buenos Aires. Het plein kan het politieke centrum van Buenos Aires en zelfs van heel Argentinië worden genoemd. 
Het plein is vernoemd naar de Mei-revolutie van 1810, waarna Argentinië onafhankelijk werd van Spanje. Door de jaren heen hebben hier belangrijke politieke evenementen plaatsgevonden. De Dwaze Moeders protesteerden hier ook regelmatig.

## Bezienswaardigheden
Rond het plein zijn verschillende bekende gebouwen te vinden:
- El Cabildo - het oude stadhuis
- Casa Rosada - het presidentiële paleis (Roze huis)
- Catedral Metropolitana - kathedraal
- Het nieuwe stadhuis
- De Mei-piramide
- Het hoofdkantoor van de Nationale Bank (Nación Bank).